# Les Amants (Magritte)
Pour les articles homonymes, voir Les Amants.
Les Amants est un tableau surréaliste peint par René Magritte en 1928. Il représente un couple qui s'embrasse sur les lèvres, mais dont les visages respectifs sont recouverts par un drap. Il est conservé au MOMA de New York dans la collection Richard S. Zeisler.

## Historiques
Celle du MOMA de New York est la version la plus célèbre d'un thème, celui des amoureux, qui revient fréquemment dans les tableaux de Magritte de cette période. En effet, de nombreuses représentations réalisées par le peintre belge ont pour sujet un homme et une femme debout côte à côte, le visage découvert, ou, en plus grand nombre, le visage recouvert d'un drap blanc. On retrouve le drap blanc dans une autre œuvre du peintre intitulée Histoire centrale (1928) où ce ne sont plus deux amants qui ont le visage couvert, mais seulement une figure féminine.
Selon de nombreuses interprétations, le fil conducteur de ces œuvres remonte au suicide de la mère du peintre en 1912, alors que l'artiste n'avait que 14 ans. La femme s'est jetée dans la Sambre avec une chemise de nuit enroulée autour de sa tête. Selon d'autres interprétations, cependant, le visage couvert est associé à l'obsession du peintre de couvrir les visages même dans la vie réelle.

## Description
Le tableau représente deux amoureux qui s'embrassent, la tête recouverte d'un tissu blanc qui les empêche de se voir et de communiquer, suscitant un certain malaise et une certaine angoisse. La scène est complétée par un fond fortement contrasté de tons bleus et par le cadre classique qui recouvre le mur rouge, ramenant le regard vers l'Antiquité.
Les deux draps sont rendus avec une habile utilisation du clair-obscur, qui semble faire écho à la virtuosité du péplum d'une sculpture hellénistique, et sont la source de lumière de toute l'œuvre. Ces draperies, qui semblent légères et se posent à peine sur les visages des deux amants, contrastent fortement avec la rigueur classique de l'architecture qui vient d'être évoquée dans le coin supérieur droit. La composition est équilibrée à la fois géométriquement et plastiquement, également par la relation que le peintre crée entre le rouge du mur et le rouge de la chemise de la femme. Ce rouge qui se détache, mais toujours en arrière-plan par rapport à la lumière du blanc des draps, rappelle le rouge du sang et donc de la mort, autre référence au suicide de la mère.
Des deux figures, la plus emblématique est la figure masculine : veste sombre, chemise et cravate blanches, simple et soignée, qui ne reste pas en évidence à l'œil. C'est le père de Magritte qui donne un dernier baiser à sa femme, qui vient de mourir, le visage couvert de chagrin.

## Série de tableaux
Le tableau est en fait le premier d'un groupe de quatre tableaux similaires, tous peints la même année, sur des toiles de mêmes dimensions, et partageant le même titre suivi de chiffres romains compris entre I et IV pour les différencier. Dans Les Amants II, conservé à la National Gallery of Australia de Canberra, les amants ont là encore leur visage dissimulé derrière un tissu ; en revanche ils ne s'embrassent plus mais se tiennent côte à côte. Dans Les Amants III et IV les visages sont découverts, mais le corps de l'homme n'est pas représenté, sa tête flottant en quelque sorte dans les airs. On retrouve aussi ce motif du visage caché sous un voile dans d'autres tableaux de Magritte, comme L'Histoire centrale ou L'Invention de la vie.

## Interprétations
Parmi les interprétations possibles, ce voile peut signifier qu'ils s'aiment sans se voir ; ou qu'ils se connaissent déjà et n'ont donc pas besoin de se voir pour s'aimer ; ou que se voir n'est pas important pour s'aimer ; ou que pour vivre heureux il faut vivre caché. Ceci pourrait également être inspiré par le fait que le corps de la mère de Magritte, qui s'est suicidée dans les eaux de la Sambre alors qu'il était adolescent, fut retrouvé le visage couvert d'un tel tissu,.
En tant que surréaliste, Magritte peut également avoir peint le baiser des Amants voilés, comme une métaphore du désir, au sens psychanalytique du terme, en lien avec l'inconscient, objet d'expression du surréalisme. En ce sens, le désir de ces Amants est un désir qui reste profondément mystérieux, dépassant toujours l'autre aimé qui reste voilé. Le voile pourrait donc être un symbole du désir, les amants étant dépassés par leur propre désir et désirant au fond le désir plus que l'autre aimé. L'amant ne sait jamais vraiment qui il désire, ni même qui il est lui-même en tant qu'objet du désir de l'autre.

## Postérité
Le tableau sert de couverture au roman Separate Hours de Jonathan Baumbach en 1990 ; de même pour Les Amants II en 2006, en couverture du roman Mothers and Sons de Colm Tóibín. Il apparaît aussi en 1997 dans un épisode de la série télévisée américaine Profiler, intitulé Learning from the Masters, dans lequel un tueur en série reproduit des tableaux célèbres dans ses scènes de crime, et notamment celui-ci. La pochette de l'EP Lovers le Strange d'Expatriate reproduit la scène en 2005, et celles des albums Casually Dressed and Deep in Conversation de Funeral for a Friend en 2003 et Frances the Mute de The Mars Volta en 2005 s'en inspirent également. Récemment, une vidéo Youtube se veut être une adaptation libre du tableau. Elle a été publiée en 2013 et réalisée par Clémence Plaquet. On y trouve également une référence explicite dans le film Dellamorte Dellamore de Michele Soavi, sorti en 1994, lorsque Francesco et son amante s'embrassent dans l'ossuaire.